# 3885 Bogorodskij
3885 Bogorodskij è un asteroide della fascia principale. Scoperto nel 1979, presenta un'orbita caratterizzata da un semiasse maggiore pari a 2,7544750 UA e da un'eccentricità di 0,0725855, inclinata di 5,31181° rispetto all'eclittica.